# Argenteuil (pictură)
Argenteuil  este o pictură în ulei pe pânză realizată în 1874 a pictorului francez Édouard Manet. A fost expus pentru prima dată la Salonul de la Paris din 1875. Este una dintre primele lucrări ale lui Manet care s-a calificat pe deplin ca o operă impresionistă, datorită subiectului său naturalist și a paletei sale îndrăznețe, cum ar fi albastrul râului, ridiculizată de jurnalistul de la Figaro Jean Rousseau ca „în prim plan, blocajul Argenteuil pe un râu indigo”. Acum se află la Musée des Beaux-Arts din Tournai, Belgia.
Începând cu 1872, temele lui Manet și paleta mai luminoasă au avut ecou în cele ale lui Claude Monet și Auguste Renoir. Și-a petrecut vara lui 1874 la Gennevilliers și a avut ocazia să-l viziteze pe prietenul său Monet, care locuia la Argenteuil încă din 1873. Satele înconjurătoare de lângă Sena erau atunci pline de pictori impresioniști - precum Manet, iar Monet și Renoir au călătorit frecvent acolo, pe când Gustave Caillebotte locuia la Petit-Gennevilliers. De asemenea, a realizat Familia Monet în grădina lor (1874, Metropolitan Museum of Art) și Claude Monet pictând în atelierul său (1874, München, Neue Pinakothek) în aer liber în acea vară, fiind în strâns contact cu Monet.
Lucrarea prezintă un bărbat într-o barcă și o tânără care stă lângă el aflându-se pe Sena la Argenteuil (acum în Val-d'Oise) - în fundal se vede satul. Manet i-a cerut lui Claude Monet și soției sale, Camille, să pozeze pentru pictură, dar ei nu au putut să pozeze pentru mult timp. Cumnatul lui Manet, Rudolf Leenhoff sau baronul Barbier (un prieten de-al lui Guy de Maupassant) au fost probabil modelul bărbatului, iar modelul pentru femeie nu este cunoscut.